# Dorotea de Saxònia-Gotha
Dorotea de Saxònia-Gotha-Altenburg en alemany Dorothea Marie von Sachsen-Gotha-Altenburg (Gotha, Alemanya, 22 de gener de 1674 - Meiningen, 18 d'abril de 1713) esdevingué duquessa consort de Saxònia-Meiningen. Era filla del duc Frederic I de Saxònia-Gotha-Altenburg (1646-1691) i de Magdalena Sibil·la de Saxònia-Weissenfels (1648-1681).

## Matrimoni i fills
El 19 de setembre de 1704 es va casar al castell de Friedenstein, a Gotha, amb el seu cosí i futur duc Ernest Lluís I de Saxònia-Meiningen (1672-1724), fill de Bernat I (1649-1706) i de Maria Hedwig de Hessen-Damstadt (1647-1680). El matrimoni va tenir cinc fills:
- Josep Bernat (1706-1724).
- Frederic August (1707-1707).
- Ernest Lluís II (1709-1729).
- Lluïsa Dorotea (1710-1767, casat amb el duc Frederic III de Saxònia-Gotha-Altenburg (1699-1772).
- Carles Frederic de Saxònia-Meiningen (1712-1743.